# Barga
Barga település Olaszországban, Toszkána régióban, Lucca megyében. Lakosainak száma 9415 fő (2023. január 1.). Barga Fosciandora, Molazzana, Pievepelago, Coreglia Antelminelli és Gallicano községekkel határos.

## Népesség
A település népességének változása:
| Lakosok száma | 10 186 | 10 034 | 9898 | 9415 |
|               | 2008   | 2015   | 2018 | 2023 |

## Híres szülöttjei
- Federico Mattiello labdarúgó